# Championnat de République tchèque de hockey sur glace 1994-1995
Saison précédente Saison suivante
La saison 1994-95 a été la seconde saison des deux championnats de hockey sur glace de République tchèque : l’Extraliga, la première division, et la 1. liga, second échelon. Dans le même temps, des nouvelles divisions sont mises en place afin d'accueillir les autres équipes : la 2. liga et les divisions régionales puis les divisions de district. Les résultats présentés ici ne reprendront que les trois premières divisions.

## Résultats de l'Extraliga

### Classement de la première phase
| Place | Équipe                  | PJ | V  | D  | N  | BP  | BC  | Pts |
| ----- | ----------------------- | -- | -- | -- | -- | --- | --- | --- |
| 1er   | HC Dadák Vsetín         | 44 | 23 | 8  | 13 | 141 | 107 | 54  |
| 2e    | HC Kladno               | 44 | 24 | 6  | 14 | 178 | 142 | 54  |
| 3e    | HC Olomouc              | 44 | 19 | 10 | 15 | 130 | 124 | 48  |
| 4e    | AC ZPS Zlín             | 44 | 20 | 8  | 16 | 158 | 149 | 48  |
| 5e    | HC Interconex Plzeň     | 44 | 16 | 14 | 14 | 118 | 112 | 46  |
| 6e    | HC České Budějovice     | 44 | 20 | 6  | 18 | 142 | 124 | 46  |
| 7e    | HC Slavia Praha         | 44 | 18 | 7  | 19 | 133 | 164 | 43  |
| 8e    | HC Chemopetrol Litvínov | 44 | 18 | 6  | 20 | 149 | 143 | 42  |
| 9e    | HC Sparta Praha         | 44 | 16 | 9  | 19 | 123 | 129 | 41  |
| 10e   | HC Vítkovice            | 44 | 18 | 5  | 21 | 144 | 156 | 41  |
| 11e   | HC Pardubice            | 44 | 13 | 11 | 20 | 134 | 151 | 37  |
| 12e   | HC Dukla Jihlava        | 44 | 12 | 4  | 28 | 117 | 166 | 28  |

### Play-offs
Les play-offs se jouent en plusieurs matchs avec la victoire assurée pour l'équipe remportant trois matchs.
|  | Quarts de finale 6, 7, 10 et 11 mars | Quarts de finale 6, 7, 10 et 11 mars |                 |           | Demi-finales 16, 17, 20, 21 et 23 mars | Demi-finales 16, 17, 20, 21 et 23 mars |  |  | Finale 26, 27, 30 et 31 mars | Finale 26, 27, 30 et 31 mars |
|  | Quarts de finale 6, 7, 10 et 11 mars | Quarts de finale 6, 7, 10 et 11 mars |                 |           | Demi-finales 16, 17, 20, 21 et 23 mars | Demi-finales 16, 17, 20, 21 et 23 mars |  |  | Finale 26, 27, 30 et 31 mars | Finale 26, 27, 30 et 31 mars |
|  |                                      |                                      |                 |           |                                        |                                        |  |  |                              |                              |
|  |                                      |                                      |                 |           |                                        |                                        |  |  |                              |                              |
|  |                                      |                                      |                 |           |                                        |                                        |  |  |                              |                              |
|  | HC Dadák Vsetín                      | 3                                    |                 |           |                                        |                                        |  |  |                              |                              |
|  | HC Dadák Vsetín                      | 3                                    |                 |           |                                        |                                        |  |  |                              |                              |
|  | HC Chemopetrol Litvínov              | 1                                    |                 |           |                                        |                                        |  |  |                              |                              |
|  | HC Chemopetrol Litvínov              | 1                                    | HC Dadák Vsetín | 3         |                                        |                                        |  |  |                              |                              |
|  |                                      |                                      | HC Dadák Vsetín | 3         |                                        |                                        |  |  |                              |                              |
|  |                                      | HC České Budějovice                  | 0               |           |                                        |                                        |  |  |                              |                              |
|  | HC České Budějovice                  | HC České Budějovice                  | 0               | 3         |                                        |                                        |  |  |                              |                              |
|  | HC České Budějovice                  |                                      |                 | 3         |                                        |                                        |  |  |                              |                              |
|  | HC Olomouc                           | 0                                    |                 |           |                                        |                                        |  |  |                              |                              |
|  | HC Olomouc                           | 0                                    | HC Dadák Vsetín | 3         |                                        |                                        |  |  |                              |                              |
|  |                                      |                                      | HC Dadák Vsetín | 3         |                                        |                                        |  |  |                              |                              |
|  |                                      | AC ZPS Zlín                          | 1               |           |                                        |                                        |  |  |                              |                              |
|  | HC Slavia Praha                      | AC ZPS Zlín                          | 1               | 0         |                                        |                                        |  |  |                              |                              |
|  | HC Slavia Praha                      |                                      |                 | 0         |                                        |                                        |  |  |                              |                              |
|  | HC Kladno                            | 3                                    |                 |           |                                        |                                        |  |  |                              |                              |
|  | HC Kladno                            | 3                                    | HC Kladno       | 2         |                                        |                                        |  |  |                              |                              |
|  |                                      |                                      | HC Kladno       | 2         | Troisième place                        |                                        |  |  |                              |                              |
|  |                                      | AC ZPS Zlín                          | 3               |           |                                        |                                        |  |  |                              |                              |
|  | AC ZPS Zlín                          | AC ZPS Zlín                          | 3               | 3         | 25, 28 et 29 mars                      | 25, 28 et 29 mars                      |  |  |                              |                              |
|  | AC ZPS Zlín                          |                                      |                 | 3         | 25, 28 et 29 mars                      | 25, 28 et 29 mars                      |  |  |                              |                              |
|  | HC Interconex Plzeň                  | 0                                    |                 | HC Kladno | 1                                      |                                        |  |  |                              |                              |
|  | HC Interconex Plzeň                  | 0                                    |                 | HC Kladno | 1                                      |                                        |  |  |                              |                              |
|  |                                      |                                      |                 |           |                                        |                                        |  |  | HC České Budějovice          | 2                            |
|  |                                      |                                      |                 |           |                                        |                                        |  |  | HC České Budějovice          | 2                            |

### Poule pour la neuvième place
Les quatre équipes dernières de la division jouent une poule pour déterminer le classement final. Au cours de cette poule, six matchs de plus sont joués et le classement est déterminé en conservant les résultats des matchs de la saison régulière.
|    | Équipe           | PJ | V  | D  | N  | BP  | BC  | Pts |
| -- | ---------------- | -- | -- | -- | -- | --- | --- | --- |
| 9  | HC Sparta Praha  | 50 | 19 | 10 | 21 | 145 | 146 | 48  |
| 10 | HC Pardubice     | 50 | 17 | 12 | 21 | 158 | 169 | 46  |
| 11 | HC Vítkovice     | 50 | 19 | 6  | 25 | 163 | 184 | 44  |
| 12 | HC Dukla Jihlava | 50 | 14 | 5  | 31 | 141 | 192 | 33  |

### Bilans de l'Extraliga
La saison a mal démarré pour l'équipe de Vsetín qui au bout de onze journées de championnat est avant-dernier mais à la suite d'une réunion de crise, les joueurs vont se rebeller et ne plus perdre un seul match jusqu'à la fin de la saison. Ils finissent à la première place du championnat puis remportent par la suite le second titre de champion. L'équipe s'appuie alors sur Roman Čechmánek dans les buts et Antonín Stavjaňa en défense, tous deux jugés meilleurs joueurs à leur poste de la saison régulière,. Rostislav Vlach, meilleur joueur des séries, et Horst Valášek, meilleur entraîneur de la saison sont deux éléments de plus sur lesquels l'équipe tout juste promu en Extraliga a pu s'appuyer pour remporter le premier titre élite de son histoire.
Le titre de champion est revenu au HC Dadák Vsetín au bout de 48 secondes dans la prolongation avec une erreur de contrôle du palet par Pavel Kowalczyk qui ne voit pas la flaque d'eau derrière le but de son gardien Jaroslav Kameš. Vlach en profite pour prendre le palet et inscrire le but de la victoire et du titre.
Pavel Patera finit meilleur pointeur de la saison avec 87 points correspondants à 31 buts et 56 aides, le meilleur total d'aide de la saison également alors qu'après avoir remporté la Crosse d'Or la saison passée, Roman Turek est une nouvelle fois mis en avant en recevant le titre de meilleur joueur de la saison. Cette année, la Crosse d'Or est remise à un joueur n'évoluant ni dans le championnat tchèque ni même en Europe : Jaromír Jágr des Penguins de Pittsburgh dans la Ligue nationale de hockey reçoit sa première Crosse d'Or.
Roman Meluzín, ailier droit de Zlín, est élu joueur le plus fair-play de la saison et Andreï Potaïtchouk, le joueur russe du Sparta Praha, est élu meilleur joueur étranger du championnat.

## Résultats de la1.liga
Les quatre équipes finissant en tête du classement sont immédiatement qualifiées pour la seconde phase de la compétition, les play-offs, alors que les équipes classées de la cinquième place à la douzième doivent jouer un premier tour de qualification. Les deux dernières équipes de la ligue joueront par la suite une phase de relégation avec les quatre meilleures équipes de 2.liga

### Classement de la1.liga
| Place | Équipe                      | PJ | V  | D  | N  | BP  | BC  | Pts |
| ----- | --------------------------- | -- | -- | -- | -- | --- | --- | --- |
| 1er   | HC Kometa Brno              | 40 | 26 | 7  | 7  | 154 | 98  | 59  |
| 2e    | TZ Třinec                   | 40 | 23 | 8  | 9  | 175 | 118 | 54  |
| 3e    | HC Vajgar Jindřichův Hradec | 40 | 21 | 8  | 11 | 144 | 117 | 50  |
| 4e    | HC Havířov                  | 40 | 21 | 5  | 14 | 170 | 134 | 47  |
| 5e    | Baník Hodonín               | 40 | 19 | 8  | 13 | 135 | 124 | 46  |
| 6e    | HC Beroun                   | 40 | 20 | 5  | 15 | 140 | 138 | 45  |
| 7e    | HC Slezan Opava             | 40 | 18 | 7  | 15 | 147 | 125 | 43  |
| 8e    | HC Stadion Hradec Králové   | 40 | 16 | 9  | 15 | 123 | 113 | 41  |
| 9e    | HC Slovan Ustí nad Labem    | 40 | 14 | 8  | 18 | 120 | 129 | 36  |
| 10e   | HC Havlíčkův Brod           | 40 | 15 | 5  | 20 | 131 | 149 | 35  |
| 11e   | IHC Písek                   | 40 | 14 | 4  | 22 | 121 | 137 | 32  |
| 12e   | HKC Prostějov               | 40 | 8  | 11 | 21 | 91  | 149 | 27  |
| 13e   | HC Baník Sokolov            | 40 | 7  | 9  | 24 | 92  | 154 | 23  |
| 14e   | VTJ Tábor                   | 40 | 8  | 6  | 26 | 108 | 166 | 22  |

### Play-offs
Les qualifications se jouent en deux matchs vainqueurs pour le premier tour et en trois matchs vainqueurs pour la suite de la compétition.
| HKC Prostějov  | 5-3 / 1-4 / 2-5 | Baník Hodonín   |
| Písek          | 1-4 / 5-3 / 1-3 | HC Beroun       |
| Havlickuv Brod | 1-2 / 0-3       | HC Slezan Opava |
| Ústí nad Labem | 5-2 / 3-1       | Hradec Králové  |

| HC Kometa Brno       | 8-3 / 3-0 / 0-4 / 6-3 | Ústí nad Labem  |
| TZ Třinec            | 5-3 / 13-2 / 2-0      | HC Slezan Opava |
| HC Jindřichův Hradec | 2-3 / 7-5 / 3-2 / 3-1 | HC Beroun       |
| HC Havířov           | 3-1 / 4-2 / 4-3       | Baník Hodonín   |

| Demi-finales \| HC Kometa Brno \| 6-3 / 5-0[9] / 3-1 \| HC Havířov \| \| TZ Třinec \| 8-0 / 4-2 / 3-2 \| HC Jindřichův Hradec \| |                 |                      |
| HC Kometa Brno | 6-3 / 5-0 / 3-1 | HC Havířov           |
| TZ Třinec | 8-0 / 4-2 / 3-2 | HC Jindřichův Hradec |

Les deux équipes de Třinec et de Brno sont qualifiées pour la montée dans l’Extraliga pour la saison suivante sans aucun match supplémentaire de qualification en raison de l'élargissement de la ligue de haut niveau et le passage de 12 à 14 équipes.

## Résultats de la2.liga
La nouvelle ligue, la 2.liga est composée de deux groupes dont les deux premières équipes jouent une poule pour la montée à l'issue de la saison régulière. Les deux équipes finissant à la dernière place de chaque groupe (une équipe par groupe) sont relégués en division régionale.

### Groupe A
| Place | Équipe              | PJ | V  | D | N  | BP  | BC  | Pts |
| ----- | ------------------- | -- | -- | - | -- | --- | --- | --- |
| 1er   | HC Karlovy Vary     | 30 | 24 | 1 | 5  | 160 | 72  | 49  |
| 2e    | HC Stadion Liberec  | 30 | 23 | 2 | 5  | 145 | 66  | 48  |
| 3e    | Příbram             | 30 | 20 | 4 | 6  | 136 | 84  | 44  |
| 4e    | Kralupy nad Vltavou | 30 | 20 | 3 | 7  | 124 | 92  | 43  |
| 5e    | Milevsko            | 30 | 15 | 4 | 11 | 117 | 97  | 34  |
| 6e    | HC Most             | 30 | 16 | 2 | 12 | 114 | 128 | 34  |
| 7e    | BK Mladá Boleslav   | 30 | 14 | 4 | 12 | 135 | 120 | 32  |
| 8e    | Děčín               | 30 | 14 | 2 | 14 | 116 | 92  | 32  |
| 9e    | KLH Chomutov        | 30 | 14 | 2 | 14 | 96  | 91  | 30  |
| 10e   | Benátky nad Jizerou | 30 | 12 | 5 | 13 | 126 | 121 | 29  |
| 11e   | HC Litvínov 2       | 30 | 12 | 1 | 17 | 103 | 118 | 25  |
| 12e   | Konstruktiva Praha  | 30 | 10 | 2 | 18 | 90  | 104 | 22  |
| 13e   | Slaný               | 30 | 7  | 5 | 18 | 137 | 160 | 19  |
| 14e   | Bohemians Praha     | 30 | 8  | 2 | 20 | 93  | 137 | 18  |
| 15e   | Mariánské Lázně     | 30 | 8  | 2 | 20 | 74  | 140 | 18  |
| 16e   | Litoměřice          | 30 | 2  | 1 | 27 | 78  | 222 | 5   |

### Groupe B
| Place | Équipe             | PJ | V  | D | N  | BP  | BC  | Pts |
| ----- | ------------------ | -- | -- | - | -- | --- | --- | --- |
| 1er   | SK Třebíč          | 30 | 22 | 0 | 8  | 143 | 72  | 44  |
| 2e    | Přerov             | 30 | 20 | 4 | 6  | 146 | 83  | 44  |
| 3e    | Kolín              | 30 | 20 | 4 | 6  | 116 | 74  | 44  |
| 4e    | Znojmo             | 30 | 15 | 4 | 11 | 90  | 73  | 34  |
| 5e    | Benešov            | 30 | 14 | 5 | 11 | 123 | 101 | 33  |
| 6e    | Karviná            | 30 | 13 | 5 | 12 | 103 | 106 | 31  |
| 7e    | Frýdek-Místek      | 30 | 11 | 6 | 13 | 96  | 114 | 28  |
| 8e    | HC Dukla Jihlava 2 | 30 | 10 | 7 | 13 | 98  | 109 | 27  |
| 9e    | Rosice             | 30 | 13 | 1 | 16 | 101 | 112 | 27  |
| 10e   | Kroměříž           | 30 | 10 | 5 | 15 | 89  | 94  | 25  |
| 11e   | Krnov              | 30 | 9  | 7 | 14 | 98  | 122 | 25  |
| 12e   | Skuteč             | 30 | 11 | 3 | 16 | 99  | 126 | 25  |
| 13e   | Nový Jičín         | 30 | 10 | 4 | 16 | 90  | 117 | 24  |
| 14e   | Šternberk          | 30 | 11 | 2 | 17 | 109 | 137 | 24  |
| 15e   | Žďár nad Sázavou   | 30 | 8  | 7 | 15 | 86  | 112 | 23  |
| 16e   | Litomyšl           | 30 | 10 | 2 | 18 | 74  | 109 | 22  |

## Poule de relégation
Aucune équipe n'est reléguée de l'Extraliga à la 1. liga en raison du passage de douze à quatorze équipes mais par contre, les équipes à la dernière place de la 2. liga sont reléguées en division régionale et les quatre meilleures équipes de 2. liga et les deux dernières de la 1. liga jouent une poule pour jouer en 1995-96 en Extraliga. 
Résultats
| Place | Équipe           | PJ | V | D | N | BP | BC | Pts |
| ----- | ---------------- | -- | - | - | - | -- | -- | --- |
| 1     | Karlovy Vary     | 10 | 5 | 4 | 1 | 32 | 22 | 14  |
| 2     | Přerov           | 10 | 6 | 1 | 3 | 43 | 30 | 13  |
| 3     | Liberec          | 10 | 5 | 1 | 4 | 40 | 28 | 11  |
| 4     | HC Baník Sokolov | 10 | 4 | 3 | 3 | 32 | 27 | 11  |
| 5     | Třebíč           | 10 | 3 | 2 | 5 | 27 | 42 | 8   |
| 6     | VTJ Tábor        | 10 | 1 | 1 | 8 | 29 | 54 | 3   |

Karlovy Vary, Přerov et Liberec sont promus en 1. liga, le HC Baník Sokolov reste dans la division alors que Tábor est relégué en 2. liga et que Třebíč reste également  en 2. liga.